# Station Unna West
Station Unna West (Duits: Bahnhof Unna West) is een S-Bahnstation van de Duitse plaats Unna. Het station ligt aan de spoorlijn Unna - Kamen.

## Treinverbindingen
| Serie | Treinsoort            | Route | Bijzonderheden |
| ----- | --------------------- | --- | -------------- |
| S 4   | S-Bahn (DB Regio NRW) | Dortmund-Lütgendortmund – Dortmund-Dorstfeld – Dortmund Stadthaus – Dortmund-Brackel – Dortmund-Wickede – Massen – Unna West – Unna |                |